# Fernando Díaz San Miguel

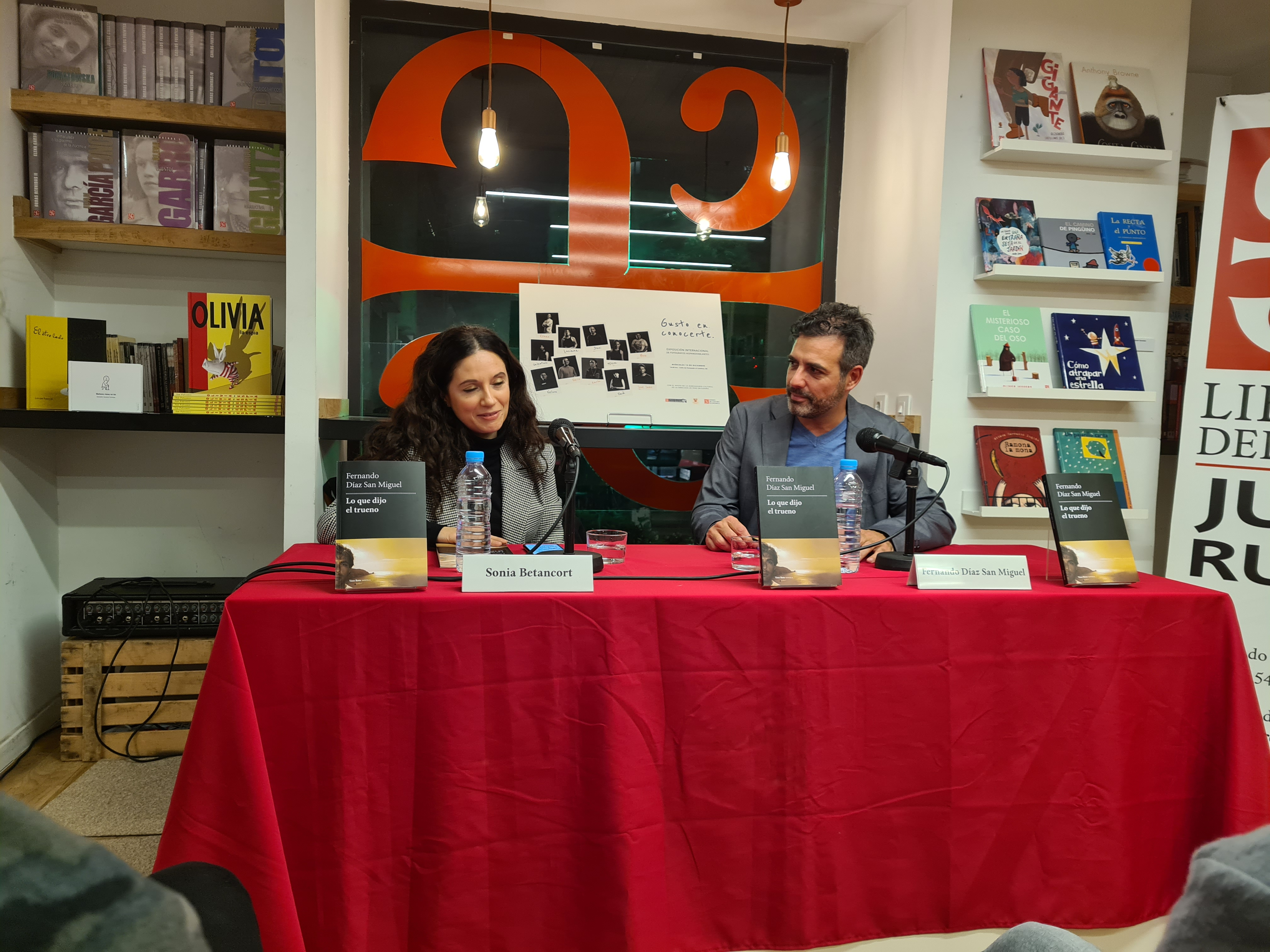
Presentación de Lo que dijo el trueno de Fernando Díaz San Miguel (Librería Juan Rulfo, Madrid, 2022). Presentadora: Sonia Betancort.

Fernando Díaz San Miguel (Salamanca, 1974) es un escritor español.

## Biografía
Es socio fundador y director gerente de a.f. diseño y comunicación desde 1999. Es, además, profesor del Máster de escritura creativa en español de la Universidad de Salamanca. 
Es Diplomado en Ciencias Empresariales por la Universidad de Salamanca, y Diplomado en Internacional Marketing en el Instituto Tecnológico de Sligo, y ha trabajado para Lloyds Bank en Oxford. 
Fue fundador de la Tertulia Literaria Atril, que coordinó en el Ateneo de Salamanca, y director de la revista Atril (1993-2013). 
En 2018 publicó Momento, poesía reunida I, en donde el autor ordena y reescribe sus seis primeros libros: Poemas menores (Universidad Pontificia de Salamanca, 1996); Cartas en la manga, un libro de poemas con forma de baraja española ilustrado por cuatro autores (Ed. El gancho, 1998; segunda edición, 1999); Poemas mayores (Ed. El gancho, 1999); Poemas imperfectos, finalista del Premio Fray Luis de León de Poesía (Junta de Castilla y León, 2001); Poemas finales (Diputación de Salamanca, 2003), y Agosto (Amarú Ediciones, 2008). 
A un segundo ciclo pertenecen Libro cero (Fundación Jorge Guillén, 2009), «Meiosis», Editado en forma de almanaque (2005), «Abandonos», en Revista Atlántica de Poesía (2010), y «Palimpsesto» en Revista de Occidente (2019).
Ha publicado relatos en revistas literarias de España (Revista Atlántica de Poesía, Revista de Occidente, Mirlo) y México (La Colmena), y ha participado en varias antologías, como: A Celaya (1993), Las palabras de paso (Poesía en Salamanca, 1974-2001) (2001), Paisajes del infierno (2002), Los lugares del verbo (2005), o La sal de la palabra (2013).

## Obras

### Poesía
- Reunión en Cambridge (Poemas menores) (Universidad Pontificia de Salamanca, 1996)  ISBN: 978-84-7299-378-5
- Cartas en la manga, un libro de poemas con forma de baraja española ilustrado por cuatro autores (Ed. El gancho, 1998; segunda edición, 1999)  ISBN: 978-84-605-8316-5
- Poemas mayores (Ed. El gancho, 1999) ISBN: 978-84-605-8495-7
- Poemas imperfectos, finalista del Premio Fray Luis de León de Poesía (Junta de Castilla y León, 2001) ISBN: 978-84-9718-027-6
- Poemas finales (Diputación de Salamanca, 2003) ISBN: 978-84-7797-206-8
- Agosto (Amarú Ediciones, 2008)  ISBN: 978-84-8196-279-6
- Libro cero (Fundación Jorge Guillén, 2009)  ISBN: 978-84-89707-98-6
- Momento. Poesía reunida, I (Diputación de Salamanca, 2018) ISBN: 978-84-7797-552-6